# Georg Marco
Georg Marco foi um jornalista, autor e jogador de xadrez do final do século XIX. Venceu vários torneio de xadrez em Viena na década de 1890 sendo os melhores resultados internacionais dois quarto lugares em Dresden (1892) e Cambridge Springs de (1904). Escreveu os livros de torneio de Viena (1903), Ostende (1906), Carlsbad (1907) (em colaboração com Carl Schlechter) e Viena 1908.